# Ettore Mazzanti
Ettore Mazzanti (Firenze, ... – ...; fl. XIX-XX secolo) è stato un attore e regista italiano.

## Biografia
Premiato dal Giurì drammatico per l’anno 1878, nella stagione 1885-86 prese parte alle recite della Compagnia di Pietro Rossi con Cesarina Ruta («Ettore Mazzanti, come ho detto, era socio e cominciava allora nel ruolo di caratterista-promiscuo e qualche generico primarissimo».
Il 21 aprile 1892, in occasione della commemorazione in onore del commediografo Paolo Ferrari recitò presso il Teatro Comunale di Modena nella commedia Goldoni e le sue sedici commedie nuove.
Negli anni 1891-1893 per la Drammatica Compagnia della Città di Roma con Eleonora Duse (Casa di bambola) e con Emma Gramatica (Francillon di Alexandre Dumas (figlio)). Nel 1894-1895 per la Compagnia Reinach-Talli con Emma Gramatica.
Dal 1895 anche amministratore della Compagnia di Eleonora Duse, «…devoto ed onesto esecutore della Duse per diciotto anni, nel periodo che va dalla indipendenza capocomicale dell’attrice all’ultima tournée nei primi anni del Secolo.»: La signora dalle camelie di Alexandre Dumas figlio (Strasburgo, 7 maggio 1895), Sogno di un mattino di primavera di Gabriele D'Annunzio (1897), La gloria di Gabriele D’Annunzio (Napoli, 27 aprile 1899), Francesca da Rimini di Gabriele D’Annunzio (Roma, 9 dicembre 1901), Monna Vanna di Maurice Maeterlinck (Milano, 13 giugno 1904), Rosmersholm di Henrik Ibsen (Trieste, 4 dicembre 1905).

Telegrammi, lettere e biglietti indirizzati dalla Duse a Mazzanti sono stati raccolti in volume da Francesca Simoncini (Eleonora Duse capocomica, Le Lettere, Firenze, 2011).
Dal 1911 al 1923 girò varie pellicole per la Savoia Film (Germania), Morgana Film (Sperduti nel buio), Milano Films (Patto giurato, Tristi amori),  Vera Film (I cento giorni, nel ruolo di Napoleone), Armenia Film (per la regia di Romolo Bacchini).

## Filmografia

### Attore
- La sposa del Nilo, regia di Enrico Guazzoni (1911)
- L’ora fosca (1913)
- La vendetta di Armandina, regia di Archita Valente (1913)
- Fratello sconosciuti (1913)
- La colpa del duca Fabio (1913)
- L’implacabile (1913)
- L'erede di Jago, regia di Alberto Carlo Lolli (1913)
- I cento giorni, regia di Roberto Danesi e Archita Valente (1914)
- Germania, regia di Pier Antonio Gariazzo (1914)
- Sperduti nel buio, regia di Nino Martoglio (1914)
- Il triangolo verde, regia di Archita Valente (1916)
- Senza peccato, regia di Alfredo Robert (1916)
- Patto giurato, regia di Alfredo Robert (1917)
- Tristi amori, regia di Giuseppe Sterni (1917)
- Lontano, lontano, lontano, regia di Gino Rossetti (1917)
- Cause ed effetti, regia di Ugo Gracci (1917)
- L’artiglio del nibbio, regia di Romolo Bacchini (1917)
- Caino, regia di Leopoldo Carlucci (1918)
- Il misterioso dramma del fiume, regia di Romolo Bacchini (1918)
- La tigre vendicatrice, regia di Romolo Bacchini (1918)
- La dama misteriosa, regia di Romolo Bacchini (1918)
- Il segreto della badia, regia di Romolo Bacchini (1918)
- Il trionfo di una martire, regia di Romolo Bacchini (1918)
- Le gesta di John Blick, regia di Romolo Bacchini (1918)
- La carezza del vampiro, regia di Romolo Bacchini (1918)
- Il braccialetto misterioso, regia di Romolo Bacchini (1919)
- Joseph, regia di Romolo Bacchini e Alfredo Robert (1920)
- Il mistero di una notte d'oriente, regia di Alfredo Robert (1920)
- La fanciulla dell'aria, regia di Alfred Lind (1923)

### Regista
- Storia... eterna (1916)